# Takács Boglárka (atléta)
Takács Boglárka Emese (Mór, 2001. augusztus 28. –) magyar rövidtávfutó, olimpikon.

## Sportpályafutása
2016-ban kezdett el sprintfutásban versenyezni, nevelőedzője Halász Géza. Előtte kipróbálta a röplabdázást, a labdarúgást, a tollaslabdázást és a teniszt, de kézilabdázott, métázott és triatlonozott is.
A 2017. évi nyári európai ifjúsági olimpiai fesztiválon Győrben 100 méteren ezüstérmes lett.
2018. július elején az U18-as atlétikai Európa-bajnokságon Győrben 100 méteren ezüstérmet szerzett. Ugyancsak júliusban a 2018-as junior atlétikai világbajnokságon Tamperében 100 méteren indult, de nem jutott az elődöntőbe. Októberben a 2018. évi nyári ifjúsági olimpiai játékokon Buenos Airesben 100 méteren a negyedik lett.
2019-ben a boråsi junior Európa-bajnokságon 100 méteren nyolcadik volt.
2020-ban egy edzésen sérülést szenvedett, így az országos bajnokság volt az első  versenye a szezonban.
A 2021-es U23-as Európa-bajnokságon kiesett az elődöntőben. 2021 novemberében búcsúzott el addigi klubjától, a székesfehérvári Alba Regia Atlétikai Klubtól (ARAK) és ottani edzőjétől, Varga Tamástól. Ezt követően a Budapesti Honvédnál Németh Roland az edzője.
A 2022-es atlétikai Európa-bajnokságon Münchenben 100 méteren az előfutamban első, az elődöntőben harmadik helyen végzett, a döntőbe azonban nem jutott be. Tagja volt a 4 × 100 méteres váltónak is, amivel az előfutamból nem jutott tovább.
A 2023-as fedett pályás atlétikai Európa-bajnokságon Isztambulban 60 méteren indult, de nem jutott az elődöntőbe.
2023. június elején 100 méteres és 200 méteres síkfutásban egyaránt megdöntötte az országos csúcsot – 100 méteren saját, 2023. májusi idejénél, 200 méteren pedig Orosz Irén 42 éves idejénél futott jobbat. Júliusban az U23-as Európa-bajnokságon újabb magyar csúccsal (11,14) jutott a 100 m döntőjébe, ahol ezüstérmet szerzett. Ugyanitt 200 méteren szintén második lett. A 2023-as atlétikai világbajnokságon 100 méteren az elődöntőbe jutott, 200 méteren és a váltóval kiesett a selejtezőben.
2024 februárjában Mondeville-ben országos csúcsot ért el 60 méteren. A fedett pályás magyar bajnokságon 60 és 200 méteren is magyar csúccsal győzött. A fedett pályás világbajnokságon a selejtezőben és az elődöntőben is megközelítette a rekordját, ami a 15. helyhez volt elegendő. Május 26-án a Magyar Nagydíj budapesti versenyén megdöntötte a 100 és a 200 méteres magyar csúcsot.
A 2024-es párizsi olimpián 100 méteres síkfutásban az előfutamban új országos csúcsot (11,10) futva jutott be az elődöntőbe. A döntőbe nem sikerült bejutnia, összesítésben a 18. helyen végzett. 200 méteres síkfutásban nem jutott döntőbe, összesítésben a 27. helyen zárt.
2025 februárjában az ostravai fedett pályás versenyen indult, ahol a 60 méteres versenyen 50 méternél is volt hivatalos időmérés. Ennek köszönhetően, a nagyon ritkán megrendezett versenytávon megdöntötte az 1974 óta fenálló magyar csúcsot.

## Eredményei
Magyar bajnokság
100 m
- aranyérmes: 2019, 2022, 2023, 2024, 2025
- ezüstérmes: 2021
- bronzérmes: 2020

200 m
- aranyérmes: 2019, 2021, 2022, 2023, 2024, 2025

4 × 100 m
- aranyérmes: 2022
- ezüstérmes: 2019, 2021, 2023

4 × 200 m
- bronzérmes: 2019

4 × 400 m
- aranyérmes: 2021
- bronzérmes: 2020

Fedett pályás magyar bajnokság
60 m
- aranyérmes: 2024, 2025
- ezüstérmes: 2019, 2020, 2022
- bronzérmes: 2023

200 m
- aranyérmes: 2019, 2024
- ezüstérmes: 2020

## Rekordjai
100 m
- 11,75 (2018. július 7., Győr) országos U18-as csúcs[19]
- 11,37 (2022. május 26., St. Pölten) országos felnőtt és U23-as csúcs[20][21]
- 11,31 (2022. szeptember 6., Pápa) országos felnőtt és U23-as csúcs[20]
- 11,27 (2023. május 27., Budapest) országos felnőtt és U23-as csúcs[20]
- 11,23 (2023. június 8., Budapest) országos felnőtt és U23-as csúcs[20]
- 11,14 (2023. július 23., Espoo) országos felnőtt és U23-as csúcs[9]
- 11,11 (2024. május 26., Budapest) országos csúcs[14]
- 11,10 (2024. augusztus 2., Párizs) országos csúcs[22]
- 11,06 (2025. június 27., Madrid) országos csúcs[23]

200 m
- 23,73 (2019. július 28., Budapest) egyéni csúcs[20]
- 23,66 (2021. június 27., Debrecen) egyéni csúcs[20]
- 23,60 (2022. június 26., Budapest) egyéni csúcs[20]
- 23,44 (2022. szeptember 2., Budapest) egyéni csúcs[20]
- 22,77 (2023. június 8., Budapest) országos felnőtt és U23-as csúcs[20]
- 22,71 (2024. május 26., Budapest) országos csúcs[14]
- 22,65 (2025. június 29., Madrid) országos csúcs

4 × 100 m
- 43,58 (2023. május 20., Budapest) országos csúcs[20]
- 43,38 (2023. augusztus 25., Budapest) országos csúcs
- 43,33 (2025. június 28., Madrid) országos csúcs

fedett pálya
50 m
- 6,27 2025. február 4., Ostrava)[18]

60 m
- 7,43 (2019. február 16., Budapest) országos U20-as csúcs[3]
- 7,21 (2024. február 7., Mondeville) országos csúcs[24]
- 7,20 (2024. február 17., Nyíregyháza) országos csúcs
- 7,15 (2025. március 9, Apeldoorn) országos csúcs[25]
- 7,09 (2025. március 9, Apeldoorn) országos csúcs[26]

200 m
- 24,08 (2019. február 17., Budapest) országos U20-as csúcs
- 23,56 (2024. február 18. Nyíregyháza) országos csúcs

### Egyéni rekordok
| Versenyszám         | Eredmény | Időpont           | Helyszín                                                  |
| ------------------- | -------- | ----------------- | --------------------------------------------------------- |
| 100 m               | 11,06    | 2025. június 27.  | Madrid                                                    |
| 200 m               | 22,65    | 2025. június 29.  | Madrid                                                    |
| 4 × 100 m           | 43,33    | 2025. június 28.  | Madrid                                                    |
| 60 m, fedett pálya  | 07,09    | 2025. március 9.  | Apeldoorn                                                 |
| 100 m, fedett pálya | 11,83    | 2023. január 21.  | Jablonec nad Nisou, atlétikai csarnok - Střelnice stadion |
| 200 m, fedett pálya | 23,56    | 2024. február 18. | Nyíregyháza                                               |

(A táblázat adatainak forrása: Boglárka TAKÁCS. european-athletics.com. (angolul) European Athletics Association (Hozzáférés: 2023. június 9.))

## Díjai, elismerései
- Az év magyar U23-as atlétája (2022, 2023)[27][28]
- Az év áttörése (MASZ): 2024[29]

## Magánélete
2022-ben jogászhallgató az ELTÉ-n.